# Abadeh
Abadeh (persiska آباده) är en stad i provinsen Fars i Iran. Folkmängden uppgår till cirka 60 000 invånare. Området runt staden är känt för tillverkning av abadehmattor.